# Онисько Рубака-Грабарчук
Онисим Грабарчук (Рубака) (близько 1900, в с. Пиківська Слобідка, Вінницький повіт, Подільська губернія — 18.11.1922, с. Мала Тернівка Хмельницької області) — військовий діяч, активний учасник антибільшовицького повстанського руху в Україні. Соратник отамана Якова Гальчевського.

## Повстанський отаман
У повстанському русі з 1921 р.
У березні 1921 року очолював загін з 12 чоловік, з якими приєднався до загону отамана Гальчевського.
Від 7 квітня 1921 — комендант 1-ї сотні загону отамана Гальчевського. Командир ударної групи під час захоплення м. Літин у ніч на 30 квітня 1921.
Влітку 1921 комендант 1-ї сотні Подільської повстанської групи.
Брав участь у нападах на міста Бар 5 серпня 1922, Ялтушків 7 серпня 1922, Летичів 10 серпня 1922.
Загинув 18 листопада 1922 під час бою в с. Мала Тернівка (тепер частина с. Томашівка Дунаєвецького району Хмельницької області).